# De Pue
De Pue és una vila dels Estats Units a l'estat d'Illinois. Segons el cens del 2000 tenia 1.842 habitants.

## Demografia
Segons el cens del 2000, De Pue tenia 1.842 habitants, 658 habitatges, i 452 famílies. La densitat de població era de 262,4 habitants/km².
Dels 658 habitatges en un 33,6% hi vivien nens de menys de 18 anys, en un 52,4% hi vivien parelles casades, en un 11,4% dones solteres, i en un 31,2% no eren unitats familiars. En el 27,5% dels habitatges hi vivien persones soles el 16,7% de les quals corresponia a persones de 65 anys o més que vivien soles. El nombre mitjà de persones vivint en cada habitatge era de 2,78 i el nombre mitjà de persones que vivien en cada família era de 3,42.
Per edats la població es repartia de la següent manera: un 29% tenia menys de 18 anys, un 9,5% entre 18 i 24, un 25,6% entre 25 i 44, un 18,5% de 45 a 60 i un 17,3% 65 anys o més.
L'edat mediana era de 34 anys. Per cada 100 dones de 18 o més anys hi havia 98,6 homes.
La renda mediana per habitatge era de 32.500 $ i la renda mediana per família de 36.985 $. Els homes tenien una renda mediana de 26.094 $ mentre que les dones 19.643 $. La renda per capita de la població era de 15.273 $. Aproximadament el 12,3% de les famílies i el 13,1% de la població estaven per davall del llindar de pobresa.

## Poblacions properes
El següent diagrama mostra les poblacions més properes.